# Манихейство
Манихе́йство или манихеи́зм (греч. Μανιχαϊσμός, кит. трад. 摩尼教, пиньинь móníjiào, палл. моницзяо, лат. Manichaeorum haeresi) — синкретическое религиозное учение, возникшее в III веке в государстве Сасанидов (на территории современного Ирана). Названо по имени своего основателя — Мани с добавлением эпитета «живой» (сир. ܡܐܢܝ ܚܝܐ, Mānī ḥayyā’). Учение Мани было составлено в основном из христианско-гностических представлений, опиравшихся на специфическое понимание Библии, однако со временем впитало большое число заимствований из других религий — зороастризма и буддизма — по мере проповеди в странах их распространения. Также манихейство не было напрямую связано с западными и восточными учениями, которым была свойственна дуалистическая доктрина (катаризм, павликианство, зиндики), а определение «манихейский» использовалось христианским и мусульманским духовенством как инвектива. Для собственно манихейского учения было характерно представление о вселенском характере истинной религии, которое проходит через скрытую и явленную стадии. Именно это позволило манихейству встраиваться в самые разные культурные контексты — от античного до китайского. Однако, по определению Е. Б. Смагиной, манихейство стало не мировой религией, а «мировой ересью». По другому замечанию, оно стало единственной вымершей мировой религией.
К IV веку манихейские общины существовали почти на всей территории Римской и Сасанидской империй и в окрестных странах. Римские власти боролись с манихейством: первый антиманихейский указ издал император Диоклетиан в 297 году, в дальнейшем такие указы издавали христианские императоры в 326, 372 и 381—383 годах. К VI веку манихейство на Западе пришло в упадок. В этот же период в государстве Сасанидов началась борьба со всеми незороастрийскими религиозными организациями, из-за чего большинство манихеев осели в Средней Азии, центр религиозной организации был перенесён в Самарканд. В VII—VIII веках манихейство проникло в Китай. В 762 году в манихейство обратился Бегю-каган — глава уйгурского государства; официальной религией оно было до разгрома каганата в 840 году, но впоследствии сохранилось в уйгурском Гаочанском государстве, а также проникло в Южную Сибирь, где просуществовало до монгольских завоеваний. С IX века начались преследование манихейства в Китае, аналогичные процессы происходили в мусульманских государствах. Тем не менее манихейские общины зафиксированы на территории Туркестана и Китая до XIV века, как минимум один манихейский текст вошёл в даосский канон. Манихейство под видом буддийской секты сохранялось в Южном Китае до начала XVII века. Единственный манихейский храм остался в провинции Фуцзянь, но и он в настоящее время принадлежит буддийской общине.